# Runo Gedeona
Runo Gedeona – określenie pochodzące od opisanej w Księdze Sędziów w rozdziale 6, 36-40 w rozmowie Gedeona z Bogiem Jahwe. 
Aby przekonać się, ze Bóg naprawdę pomoże Izraelitom w walce z Midianitami, Gedeon poprosił Boga o dokonanie cudu: aby położone przez niego na klepisku runo wełny stało się mokre od rosy, a ziemia wokół niego została sucha. Rano tak się stało. Wówczas nieprzekonany Gedeon poprosił, aby następnego dnia stało się odwrotnie: runo zostało suche na mokrej od rosy ziemi. Tak też się stało. Gedeon uwierzył w pomoc Boga.
Dla katolików Runo Gedeona to jedno z określeń Matki Boskiej, pojawiające się m.in. w Godzinkach. Oznacza ono, że Maryja jest znakiem nadziei na zwycięstwo.